# Homo erectus yuanmouensis
El hombre de Yuanmou (Homo erectus yuanmouensis) es un homínido fósil, cuyos restos, dos dientes fosilizados, fueron encontrados el 1 de mayo de 1965 cerca de la ciudad de Danawu, en el distrito de Yuanmou de la provincia china de Yunnan. Se estima que estos restos tienen unos 1,7 millones de años y junto a ellos también se encontraron herramientas.
Los restos del hombre de Yuanmou son anteriores a los del hombre de Lantian y a los del hombre de Pekín, todos ellos pertenecientes a la especie Homo erectus.
Los restos se muestran en el Museo Nacional de China de Pekín.